# Universitätsbibliothek Vechta
Die Universitätsbibliothek Vechta ist eine zentrale Einrichtung der Universität Vechta. Als öffentliche wissenschaftliche Bücherei stellt sie die für Forschung, Lehre und Studium an der Universität benötigte Literatur bereit und steht darüber hinaus allen wissenschaftlich interessierten Bürgerinnen und Bürgern offen. Forschende können eigene Arbeiten über den frei zugänglichen Open Access veröffentlichen.

## Geschichte
→ Hauptartikel: Universität Vechta

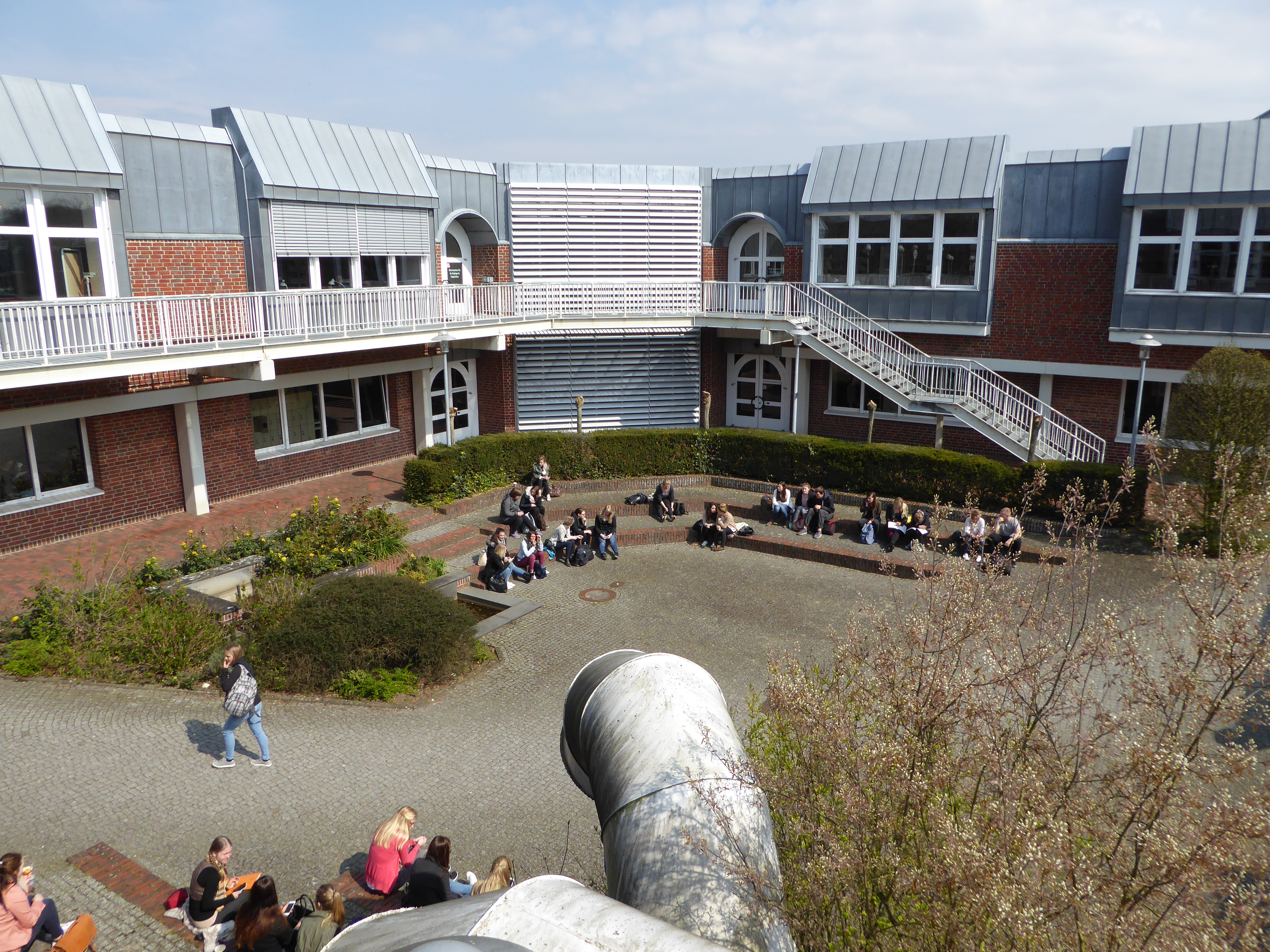
Die Universitätsbibliothek Vechta

Die Universitätsbibliothek in der heutigen Form existiert seit 1947. Zu dieser Zeit gehörte sie als Bücherei zur Pädagogischen Hochschule, der Vorgängerinstitution der heutigen Universität. Von 1973 bis 1994 bildete die Bibliothek eine Außenstelle der Universitätsbibliothek der Universität Osnabrück, da die Hochschule damals ein Standort der Universität Osnabrück war.
Seit der Unabhängigkeit der Hochschule Vechta im Jahr 1995 ist die Bibliothek eine eigenständige Einrichtung.

## Bestand
Die Schwerpunkte der Bibliothek orientieren sich im Wesentlichen an den Lehr- und Forschungsschwerpunkten der Universität Vechta. Im Bestand befinden sich vor allem digitale Medien, auf die Mitglieder der Universität auch von zu Hause aus zugreifen können; für Interessierte aus Stadt und Region stehen diese Medien vor Ort zur Verfügung. Bücher, Zeitschriften und weitere Medien finden sich außerdem in gedruckter Ausgabe vor Ort.
Die Bibliothek nimmt an den „DEAL-Verträgen“ mit den Wissenschaftsverlagen Elsevier, Springer Nature, Wiley teil mit Zugriff auf tausende wissenschaftliche Zeitschriften aus allen Wissenschaftsdisziplinen. Über diese und weitere Transformationsverträge, aber auch unabhängig davon auf dem eigenen Dokumentenrepositorium, können Forschende eigene Arbeiten im kostenfrei zugänglichen Open Access veröffentlichen.

### Sammlungen
Unter anderem verfügt die Universitätsbibliothek über zwei Sammlung von überregionaler Bedeutung. Dazu gehören Werke des aus Vechta stammenden Schriftstellers Rolf Dieter Brinkmann: Im Auftrag der Arbeitsstelle Rolf Dieter Brinkmann pflegt die Universitätsbibliothek die Archiv- und Dokumentationsstelle Rolf Dieter Brinkmann.
Zudem umfasst der Bestand die Sammlung Andreas Romberg des früheren Vereins Andreas Romberg Gesellschaft. Darüber hinaus sammelt die Bibliothek regionales Schrifttum, Kinder- und Jugendbücher.

## Open Access
Die Universität Vechta unterhält Verträge mit verschiedenen internationalen Wissenschaftsverlagen, die Mitgliedern der Universität Vechta das Publizieren im Open-Access ermöglichen oder Rabatte auf entstehende Publikationskosten bieten. Die Universitätsbibliothek unterstützt die Mitglieder der Universität im gesamten Publikationsablauf. Auch Fördermittel für Publikationskosten können über die Bibliothek beantragt werden, sowohl aus dem universitären Publikationsfonds als auch aus dem zentralen niedersächsischen Förderfonds NiedersachsenOPEN.
Außerdem besteht die Möglichkeit, auf dem von der Bibliothek angebotenen Repositorium VOADo (Vechtaer Open Access Dokumente) direkt zu veröffentlichen. Die Publikationen werden hier durch Metadaten erschlossen und durch Suchmaschinen indexiert, sie sind somit weltweit barrierefrei und dauerhaft zugänglich.

## Forschungsdatenmanagement
Die Bibliothek unterstützt Forschende der Universität dabei, ihre erhobenen Daten während des gesamten Forschungsprozesses zu verwalten, um Informationen von der Projektplanung bis zur Veröffentlichung sicherzustellen. Dazu bietet sie Beratung an, etwa zu Datenmanagementplänen, die von Förderern verlangt werden, zum rechtssicheren Erheben von Daten, zu ihrer Erschließung und zum Veröffentlichen als Open Data nach den Vorgaben der Forschungsdaten-Policy der Universität.
Darüber hinaus nimmt die Bibliothek an der Landesinitiative Forschungsdatenmanagement Niedersachsen teil.